# Франсиско Серундоло
Франсиско Серундоло (на испански: Francisco Cerúndolo) е аржентински тенисист.

## Биография
Франсиско Серундоло е роден на 13 август 1998 г. в Буенос Айрес, Аржентина. По-малкият му брат Хуан Мануел Серундоло (роден през 2001 г.) също е тенисист. По-малката му сестра Мария Констанца Серундоло (родена 2000 г.) е състезателка по хокей на трева, тя играе в „Белграно Атлетик Клуб“ и националния отбор на Аржентина, баща му Алехандро Серундоло – Тото е бил тенисист и треньор, а майка му Мария Луз Родригес е спортен терапевт и също е тенисист. Той, братята и сестрите му са фенове на „Ривър Плейт“.

## Кариера
Франсиско Серундоло става професионалист през 2018 г. Прави своя дебют в ATP Тур на „Аржентина Оупън“ през 2019 г. Класиран е като номер 19 в света на сингъл от ATP, постигнато на 19 юни 2023 г. Има най-високо в кариерата си класиране на двойки от № 203, постигнато през октомври 2022 г.

## Кариерна статистика

### ATP финали (3 титли; 6 финала)
|        | П–З | Година | Турнир               | Клас      | Настилка | Опонент        | Резултат           |
| ------ | --- | ------ | -------------------- | --------- | -------- | -------------- | ------------------ |
| Загуба | 0–1 | 2021   | Аржентина Оупън      | 250 серии | Клей     | Диего Шварцман | 1–6, 2–6           |
| Победа | 1–1 | 2022   | Швеция Оупън         | 250 серии | Клей     | Себастиан Баес | 7–6(7–4), 6–2      |
| Загуба | 1–2 | 2023   | Лион Оупън           | 250 серии | Клей     | Артур Фис      | 3–6, 5–7           |
| Победа | 2–2 | 2023   | Истборн Интернешънъл | 250 серии | Трева    | Томи Пол       | 6–4, 1–6, 6–4      |
| Победа | 3–2 | 2024   | Хърватия Оупън       | 250 серии | Клей     | Лоренцо Музети | 2–6, 6–4, 7–6(7–5) |
| Загуба | 3–3 | 2025   | Аржентина Оупън      | 250 серии | Клей     | Жоао Фонсека   | 4–6, 6–7(1–7)      |